# 新界區專線小巴623線
新界區專線小巴623線是香港新界區一條由載通國際旗下權君有限公司營運的小巴路線，來往元朗（鳳翔路）及港頭村，是港頭村唯一的公共交通服務。

## 歷史
位於元朗十八鄉朗河路的港頭村，以往並沒有交通進出元朗市中心，居民只能選擇步行20分鐘往返，對於一些長者和行動不便的人更是雪上加霜。亦有居民選擇以私家車或單車代步，惟此舉卻令朗河路出現人車爭路問題。故此，當區區議員、元朗區議會主席沈豪傑早於2016年12月已經要求當局開設專線小巴服務，為村民提供安全的交通工具出入。
元朗區議會其後派出代表和運輸署於2017年3月7日前往港頭村進行實地視察，委員建議增設由元朗（鳳翔路）開出途經攸田西路、朗河路的小巴路線，並以朗河路近港頭村外的停車場作終點。惟由於建議的港頭村總站掉頭位置並非公用道路，當局須先向地政總署查詢，然後再就有關結果作進一步研究。地政總署其後回覆指，朗河路近港頭村外擬議作小巴設置上落客站的位置為未撥用的政府土地。而運輸署亦曾就增設專線小巴往來十八鄉港頭村至元朗巿及港鐵站向於區內專線小巴營辦商詢問其意願，惟無人問津。
運輸署在2019年4月向元朗區議會交通及運輸委員會提交文件，正式建議開辦一條往返港頭村經攸田西路至元朗（鳳翔路）的專線小巴路線，並於2019年7月4日公開招標5組共12條專線小巴路線的經營權，此線與621及622線編為同一組招標，由載通國際旗下權君有限公司投得此組路線經營權，並於2020年3月15日投入服務，同時更設有與15條九巴元朗區路線的轉乘優惠。

## 服務時間及班次
| 元朗（鳳翔路）開 | 元朗（鳳翔路）開 | 元朗（鳳翔路）開 | 港頭村開 | 港頭村開            | 港頭村開            |
| 日期             | 服務時間         | 班次（分鐘）     | 日期     | 服務時間            | 班次（分鐘）        |
| ---------------- | ---------------- | ---------------- | -------- | ------------------- | ------------------- |
| 每日             | 06:00-07:00      | 30               | 每日     | 06:15、06:40、07:10 | 06:15、06:40、07:10 |
| 每日             | 07:00-08:00      | 15               | 每日     | 07:10-08:10         | 15                  |
| 每日             | 08:00-20:30      | 30               | 每日     | 08:10-20:10         | 30                  |
|                  |                  |                  | 每日     | 20:45               |                     |

## 收費
- 全程：$4.2

| - 本線大小同價。 - 65歲或以上長者使用長者或個人八達通（包括「樂悠咭」），合資格殘疾人士（包括12歲以下合資格殘疾兒童）使用「殘疾人士身份」個人八達通，以及60至64歲香港居民使用「樂悠咭」繳付車資，均可享有每程$2.0或全費（以較低者為準）的票價優惠。 - 乘客可以現金或八達通於上車時付款，不設找續。 - 每位成人乘客可免費攜帶最多兩名3歲以下而不佔座位的兒童乘客乘車，超額之3歲以下小童必須繳付車費乘車。 - 學生使用「學生身分」個人八達通，繳付全程車費時，可享用$2.1的優惠車費。 |

## 行車路線
- 元朗（鳳翔路）開出經：鳳翔路、鳳攸北街、鳳琴街、鳳群街、元龍街、攸田西路及朗河路。
- 港頭村開出經：朗河路、攸田西路、港攸路及鳳翔路。

| 元朗（鳳翔路）開 | 元朗（鳳翔路）開       | 元朗（鳳翔路）開       | 港頭村開 | 港頭村開               | 港頭村開               |
| 序號             | 車站名稱               | 位置                   | 序號     | 車站名稱               | 位置                   |
| ---------------- | ---------------------- | ---------------------- | -------- | ---------------------- | ---------------------- |
| 1                | 元朗（鳳翔路）巴士總站 | 元朗（鳳翔路）巴士總站 | 1        | 港頭村                 | 朗河路                 |
| 2                | 下攸田村               | 攸田西路               | 2        | 下攸田村               | 攸田西路               |
| 3                | 港頭村                 | 朗河路                 | 3        | 朗晴居                 | 港攸路                 |
|                  |                        |                        | 4        | 元朗（鳳翔路）巴士總站 | 元朗（鳳翔路）巴士總站 |